# Протасевич Михайло Юрійович
Михайло Юрійович Протасевич (нар. 20 листопада 2004, Кузнецовськ, Рівненська область, Україна) — український футболіст, правий захисник рівненського «Вереса».

## Життєпис
Народився 20 листопада 2004 року у Вараші Рівненської області.
Вихованець ДЮСШ ВІК-Волинь (Володимир, Волинська область) та київського "Динамо". З 2022 року — виступав за юнацьку команду рівненського клубу "Верес" - U19.
Дебютував у складі першої команди рівненського "Вереса" у матчі чемпіонату УПЛ проти Карпат 3 серпня 2024 року, коли одразу вийшов у стартовому складі.

### Загальна статистика
| Всього матчів | 4 |
| Забито голів  | 0 |
| Асисти        | 0 |
| Попереджень   | 1 |
| Вилучень      | 0 |